# Bionnassay (hameau)
Pour les articles homonymes, voir Bionnassay.
Ne doit pas être confondu avec Bionnay.
Bionnassay est un hameau d'altitude de France situé en Haute-Savoie, sur la commune de Saint-Gervais-les-Bains, dans une petite vallée latérale au val Montjoie, à 1 330 mètres d'altitude. Il se trouve au pied de la tête de la Charme et du col de Voza au nord et du mont Vorassay au sud.
Le hameau est accessible par une route depuis Bionnay dans le val Montjoie à l'ouest ou par une piste carrossable à accès réglementé depuis les Houches via le col de Voza au nord. Plusieurs sentiers de randonnée s'y croisent dont le GR5, le Tour du Mont-Blanc et le GRP Tour du Pays du Mont-Blanc ; d'autres permettent de gagner notamment le refuge du Nid-d'Aigle et le glacier de Bionnassay. L'auberge de Bionnassay fréquentée par les randonneurs se trouve au centre du hameau.

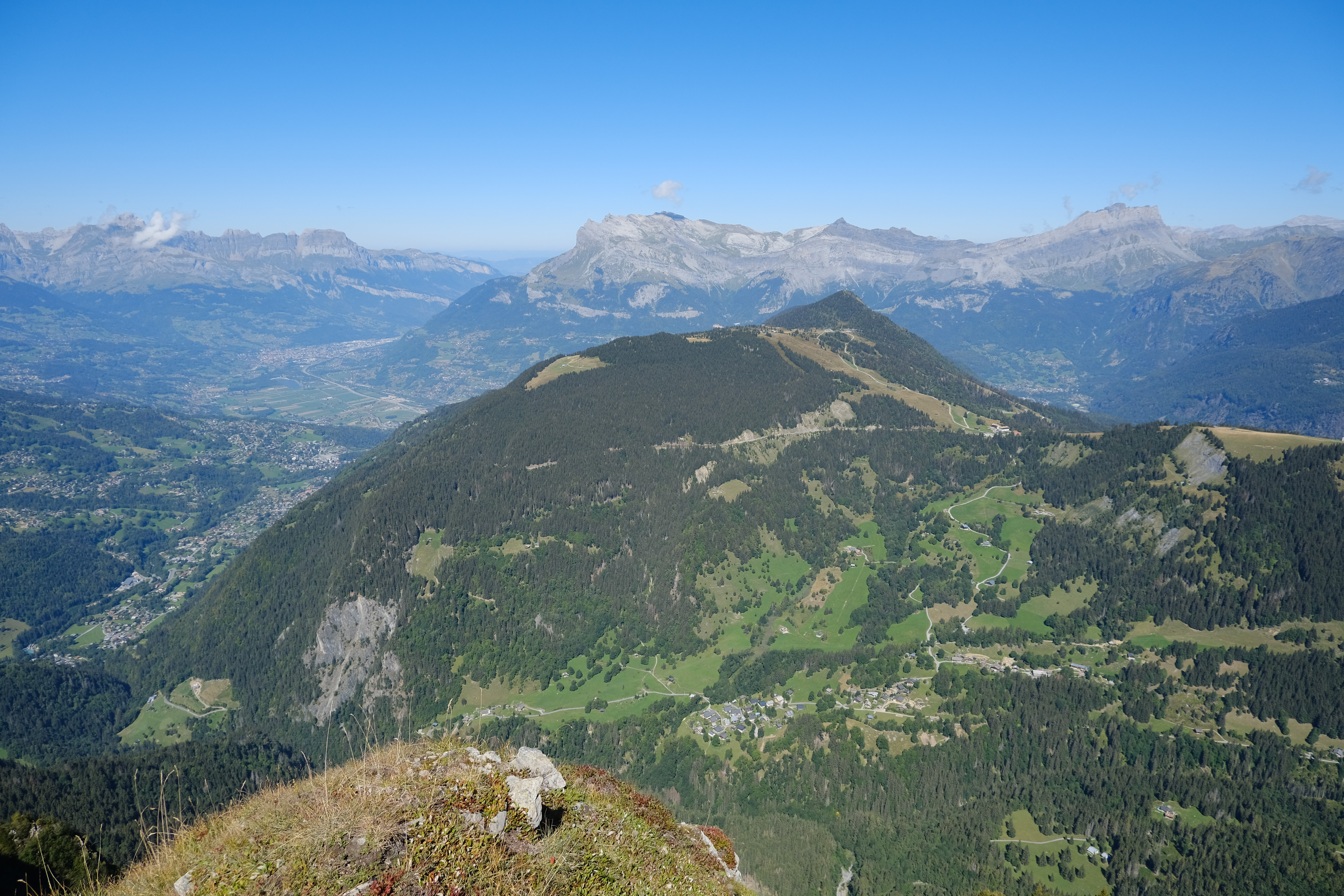
Vue depuis le mont Vorassay de Bionnassay dominé par la tête de la Charme et le Prarion avec au loin le massif du Faucigny.